# LFE
LFE (ang. Low-Frequency Effects) – w systemach dźwięku wielokanałowego nazwa kanału, służącego do odtwarzania dźwięków o niskiej częstotliwości w zakresie od 20 do 120 Hz. W systemach kina domowego (np. 5.1) sygnał LFE kierowany jest do subwoofera i oznaczany jako 0.1, ponieważ kanał ten przenosi niepełny zakres częstotliwości.